# Black Celebration
Black Celebration – piąty album studyjny zespołu Depeche Mode (ósmy w USA) wydany 17 marca 1986.
Od strony muzycznej i tekstowej to ciemna, ponura i pesymistyczna płyta. Jest przełomem w twórczości zespołu. Teksty i nowy styl muzyki pokazują, że działalność grupy wkracza w kolejny etap ewolucji. Na uwagę zasługują utwory: 
„Fly on the Windscreen”, „Black Celebration”, „It Doesn't Matter Two”, „A Question of Lust”, "Here is the House", "New Dress", „A Question of Time” oraz „Stripped”.
Album Black Celebration został również wydany w Polsce w 1986 roku przez KAW Tonpress.

## Lista utworów
| Nr  | Tytuł utworu                       |    | Długość |
| --- | ---------------------------------- | -- | ------- |
| 1.  | „Black Celebration”                |    | 4:55    |
| 2.  | „Fly on the Windscreen” (Final)    |    | 5:18    |
| 3.  | „A Question of Lust”               |    | 4:20    |
| 4.  | „Sometimes”                        |    | 1:53    |
| 5.  | „It Doesn't Matter Two”            |    | 2:50    |
| 6.  | „A Question of Time”               |    | 4:10    |
| 7.  | „Stripped”                         |    | 4:16    |
| 8.  | „Here Is the House”                |    | 4:15    |
| 9.  | „World Full of Nothing”            |    | 2:50    |
| 10. | „Dressed in Black”                 |    | 2:32    |
| 11. | „New Dress”                        |    | 3:42    |
| 12. | „Breathing in Fumes”               | CD | 6:07    |
| 13. | „But Not Tonight (Extended Remix)” | CD | 5:13    |
| 14. | „Black Day”                        | CD | 2:36    |
|     |                                    |    | 54:57   |

- Autorem 13 utworów jest Martin Gore. Autorami Black Day są Alan Wilder i Daniel Miller[2].
- Ostatnie trzy utwory są dostępne jako bonusowe na płycie CD.

## Reedycja z 2007 roku
CD1, oraz Live in Birmingham, April 1986 (DTS 5.1, Dolby Digital 5.1, PCM Stereo):
1. Black Celebration
2. A Question of Time
3. Stripped

Bonusowe utwory (PCM Stereo):
1. Shake the Disease
2. Flexible
3. It's Called a Heart
4. Fly on the Windscreen (original)
5. But Not Tonight
6. Breathing in Fumes
7. Black Day
8. Christmas Island

Dodatkowy materiał filmowy:
1. Depeche Mode 85-86: The songs aren't good enough, there aren't any singles and it'll never get played on the radio (57 minut)

## Twórcy
Zespół
- Andrew Fletcher – wszystkie instrumenty, wokale
- Martin Gore - wszystkie instrumenty, wokale; wokale główne (utwory: 3-5, 9)
- Alan Wilder - wszystkie instrumenty, wokale
- David Gahan – wszystkie instrumenty, wokale główne

- Produkcja: Depeche Mode, Gareth Jones i Daniel Miller
- Nagrywano w
- Inżynierowie:
- Autor okładki:
- Wydawca:
- Dystrybucja:
- Etykieta: STUMM